# محمد عباس آخوند
الملا محمد عباس آخوند (بالبشتوية: ملا محمد عباس آخند)‏ هو سياسي أفغاني، وعضو في حركة طالبان الأفغانية، يشغل منصب القائم بأعمال وزير إدارة الكوارث في إمارة أفغانستان الإسلامية منذ 23 نوفمبر 2021.
شغل آخوند منصب وزير الصحة العامة في إمارة أفغانستان الإسلاميَّة (1996-2001). ينتمي آخوند لعرقية البشتون، وتحديدًا إلى قبيلة أشاكزاي من منطقة سبين بولدك في ولاية قندهار.